# Ateleia popenoei
Ateleia popenoei là một loài rau đậu thuộc họ Fabaceae.
Loài này chỉ có ở Bahamas.